# Matsuzō Nagai
Matsuzō Nagai (永井 松三, Nagai Matsuzō), né à Nagoya le 5 mars 1877 et mort le 19 avril 1957, est un diplomate et militant japonais des jeux olympiques. 
Il fait partie de la délégation japonaise à la Société des Nations en 1920 et sert comme ambassadeur de son pays en Suède et en Finlande de 1925 à 1930. En 1930 il est membre de la délégation japonaise à la Conférence navale de Londres (en). Il est ambassadeur en Allemagne du mois d'avril 1933 au mois d'octobre 1934. En 1936 il est ministre des transports et partisan actif des plans d'expansion navale. En 1937 il œuvre au sein du comité gouvernemental japonais chargé de la préparation des jeux olympiques qui doivent se tenir à Tokyo en 1940 mais qui sont finalement annulés. Il est également membre du Comité international olympique de 1939 à 1950. 
Il est décoré, entre autres, de la grand-croix de l'ordre royal de l'Étoile polaire suédois. 